# ヘプタフルオロ酪酸
ヘプタフルオロ酪酸(heptafluorobutyric acid, HFBA)は、化学式がC3F7CO2Hの有機フッ素化合物である。常温では無色の液体で、対応するフッ化ブチリルの電気化学的フッ素化により合成される。

## 用途
ヘプタフルオロ酪酸は、分析化学や有機合成化学などの特定の分野で多様な用途を有する。逆相クロマトグラフィーにおけるイオン対試薬の一つである。生化学分野では、タンパク質およびペプチドのシークエンシング、合成試薬、可溶化剤として使われている。
ヘプタフルオロ酪酸から誘導されるエステルはその求電子性の大きさから容易に縮合反応を起こす。